# Franz von Papen
Franz Joseph Hermann Michael Maria von Papen zu Köningen, nemški politik, diplomat in častnik, * 29. oktober 1879, Werl, Nemčija, † 2. maj 1969, Obersasbach, Nemčija.
Franz von Papen je odigral vodilno vlogo pri razpustitvi nemške Weimarske republike in pripomogel k temu, da je leta 1933 Adolf Hitler postal  kancler Nemčije.
Kot dedič bogate katoliške družine veleposestnikov je bil von Papen sprva poklicni vojak. Ob izbruhu prve svetovne vojne je bil nemški vojaški ataše v Washingtonu, ko pa se je leta 1915 zapletel v mrežo vohunstva in sabotaž, so ga na zahtevo ameriške vlade odpoklicali. Po vojni se je vrnil v Nemčijo in vstopil v politiko.
Med letoma 1921 in 1932 je bil poslanec ultradesnega krila stranke katoliškega centra v nemškem državnem zboru, tj. v Reichstagu. Junija leta 1932 je postal kancler. Von Papen se je z reakcionarno politiko in prizadevanji, da bi Weimarsko republiko nadomestil z avtoritarno vlado, zameril von Schleicherju, ki je hotel oblikovati široko ljudsko fronto s podporo prebivalstva. Schleicher ga je končno prisilil k odstopu in ga decembra 1932 zamenjal na kanclerskem položaju. Ker se je hotel maščevati Schleicherju, se je von Papen januarja 1933 sporazumel s Hitlerjem in von Hindenburga prepričal, naj za kanclerja imenuje voditelja nacistov. Von Papen je naivno menil, da bo kot podkancler, čigar nenacistični nacionalistični kolegi so tvorili večino vlade, lahko obvladoval naciste. Čeprav je hitro spoznal zmoto, je Hitlerju služil še naprej. Med uničenjem SA junija 1934 je komaj ušel smrti in kmalu odstopil s podkanclerskega položaja. Potem se je kot veleposlanik v Avstriji zavzemal za priključitev te države Nemčiji, končno pa je postal nemški veleposlanik v Turčiji.
Aprila 1945 so ga zavezniki aretirali in ga kot vojnega zločinca postavili pred vojaško sodišče. To ga je sicer oprostilo obtožbe sodelovanja v zaroti proti človeštvu, kot vodilnega nacista pa obsodilo na osem let zapora. Iz ječe so ga izpustili že leta 1949.